# Ravals
Ravals är en by och ett bostadsområde i Kyrkslätt i det finländska landskapet Nyland. Området består i huvudsakligen av egnahemshus och radhus. Ravals ligger cirka två kilometer från Kyrkslätts centrum. 
Till Ravals tjänster hör bland annat ett daghem. Den närmaste matbutiken är Sale i Lindal.